# لینوس ساندگرن
لینوس ساندگرن (سوئدی: Linus Sandgren؛ زادهٔ ۵ دسامبر ۱۹۷۲) یک فیلم‌بردار اهل سوئد است. وی از سال ۲۰۰۰ میلادی تاکنون مشغول فعالیت بوده‌است.

## فیلم‌شناسی
- لالا لند (فیلم ۲۰۱۶)
- جوی (فیلم ۲۰۱۵)
- صد قدم راه (فیلم ۲۰۱۴)
- حقه‌بازی آمریکایی (فیلم ۲۰۱۳)
- سرزمین موعود (فیلم ۲۰۱۲)
- پناهگاه (فیلم ۲۰۱۰)
- طوفان (فیلم ۲۰۰۵)
- بالا را نگاه نکن (درحال ساخت)